# Markus Huth

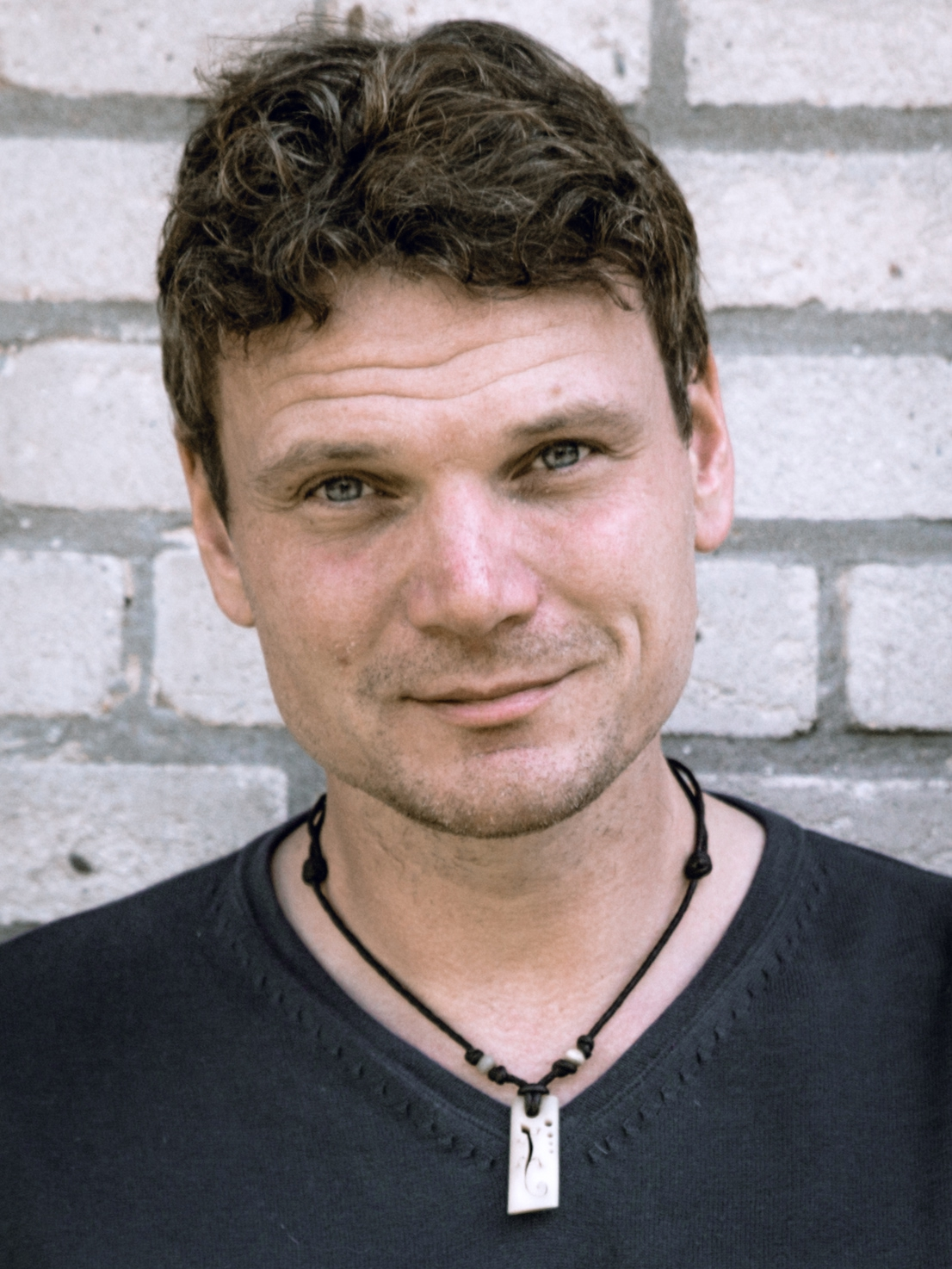
Markus Huth (2018)

Markus Huth (* 16. April 1982 in Brandenburg an der Havel) ist ein deutscher Journalist, Fotograf und Buchautor.

## Leben und Wirken
Huth wuchs in Weißwasser auf und besuchte das Lew-Landau-Gymnasium. Nach dem Abitur im Jahr 2000 absolvierte er den Wehrdienst beim Fallschirmjägerbataillon 373 in Doberlug-Kirchhain. Anschließend studierte er Geschichte und klassische Archäologie an der Humboldt-Universität zu Berlin, mit einem einjährigen Auslandsaufenthalt an der RGGU in Moskau. Nach dem Studium volontierte er bei der Nachrichtenagentur dapd und arbeitete anschließend als dapd-Redakteur im Landesbüro in Hamburg. Seit 2013 ist Huth freier Text- und Foto-Journalist mit Fokus auf Reiseberichte und Gesellschaft.
Im Jahr 2014 gründete er zusammen mit dem Hamburger Journalisten Oliver Alegiani das Auslandsreportagen-Magazin Weltseher (vormals Sieh die Welt). Beide leiten das Magazin als Chefredakteure. Zudem veröffentlichte er Artikel bei verschiedenen regionalen und überregionalen deutschsprachigen Medien, u. a. in Frankfurter Allgemeinen Sonntagszeitung, Die Welt und Der Spiegel.
2013 und 2016 bereiste er das zentralasiatische Land Kirgistan und beschrieb seine Erfahrungen im Buch Ohne Plan durch Kirgisistan. Ab 2017 reiste er als Tiersitter um die Welt mit Aufenthalten in Sri Lanka, Namibia, Kanada, Australien, Bulgarien, Kirgistan und La Gomera. Daraus entstand das Buch Mit 80 Viechern um die Welt.
Huth lebt heute mit seiner Frau und dem gemeinsamen Sohn auf La Gomera.

## Auszeichnungen
Für seine Reportage Die Unglücksraben wurde er 2016 mit dem Medienpreis des österreichischen Bundesverbands für Menschen mit Behinderung (ÖZIV) ausgezeichnet. Darüber hinaus war er in Deutschland für den alternativen Medienpreis nominiert.

## Veröffentlichungen
- Ohne Plan durch Kirgisistan. Auf der Suche nach dem wilden Ende der Welt. Penguin Verlag, München 2017, ISBN 978-3-328-10047-8.
- Mit 80 Viechern um die Welt. Als Tiersitter auf Reisen. Penguin Verlag, München 2019, ISBN 978-3-328-10243-4.